# Classe Dnepr
Le unità appartenenti alla classe Dnepr (progetto 734 secondo la classificazione russa) sono navi appoggio di progetto e costruzione sovietica, entrate in servizio tra il 1960 ed il 1964. Oggi ritirate dal servizio, in Russia erano classificate PM.

## Tecnica e servizio
Le Denpr erano navi progettate per svolgere operazioni di riparazione, soprattutto in appoggio ai sottomarini della marina sovietica. Caratterizzate dalla presenza a bordo di una gru principale, ne imbarcavano però anche altre, più piccole.
Queste navi inizialmente avrebbero dovuto essere armate con un impianto binato antiaereo da 57 mm, che in effetti fu installato su alcuni esemplari. Tuttavia, in seguito si decise di disarmarle completamente, tanto che i cannoni furono sbarcati anche dagli esemplari dov'erano già stati montati.
Complessivamente, ne furono costruiti cinque esemplari, di due versioni diverse. Infatti, oltre a quella base, ve ne è una modificata nota come Dnepr II, caratterizzata per il fatto di avere il ponte continuo ed un diverso allestimento per le gru (in particolare, di quella principale). Appartenevano a questa versione gli ultimi due esemplari costruiti.
- PM-17
- PM-22
- PM-30
- PM-130
- PM-135